# Силы специальных операций Литвы
Силы специальных операций Литвы (лит. Specialių́jų operácijų pájėgos) — один из видов сил Войска Литовского выполняющий функции сил быстрого развёртывания заграницей и на территории Литвы.

## Задачи
Официальная страница Сил специальных операций Литвы в числе задач литовского спецназа упоминает следующие:
- Борьба с терроризмом в Литве и за её пределами,
- Неконвенционная война,
- Специальная разведка,
- Специальные операции,
- Защита важных лиц,
- Операции по освобождению заложников.

В мирное время спецназ может быть задействован на территории Литвы в случаях, когда правоохранительные органы не обладают достаточным потенциалом для того, чтобы адекватно реагировать на террористические действия. В силу своих возможностей, силы специальных операций являются основными силами быстрого реагирования Литовской Республики, призванными бороться с терроризмом и осуществлять специальные операции, для предотвращения угрозы национальному суверенитету. 

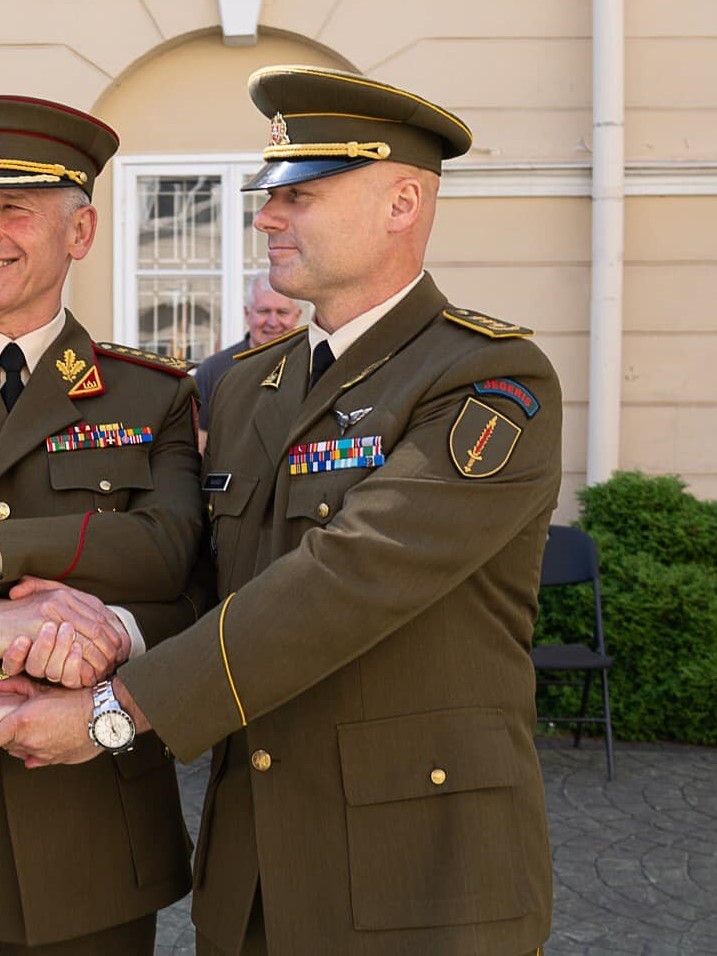
Командующий литовскими ССО полковник Дарюс Милашюс.

## Командиры
Список командующих силами:
- С 2001 года по 2008 год —  полковник Саулюс Гузявичюс (лит. Plk. Saulius Guzevičius)
- C 2008 по 2014 год — полковник Дарюс Яунишкис (лит. Plk. Darius Jauniškis)
- С 2015 по 2018 год — бригадный генерал Модестас Петраускас (лит. Brg. gen. Modestas Petrauskas)
- С 2018 по 2023 год —  полковник Миндаугас Мажонас (лит. Plk. Mindaugas Mažonas)
- С 2023 года — полковник Дарюс Милашюс (лит. Plk. Darius Milašius)

## Символика

### Головные уборы

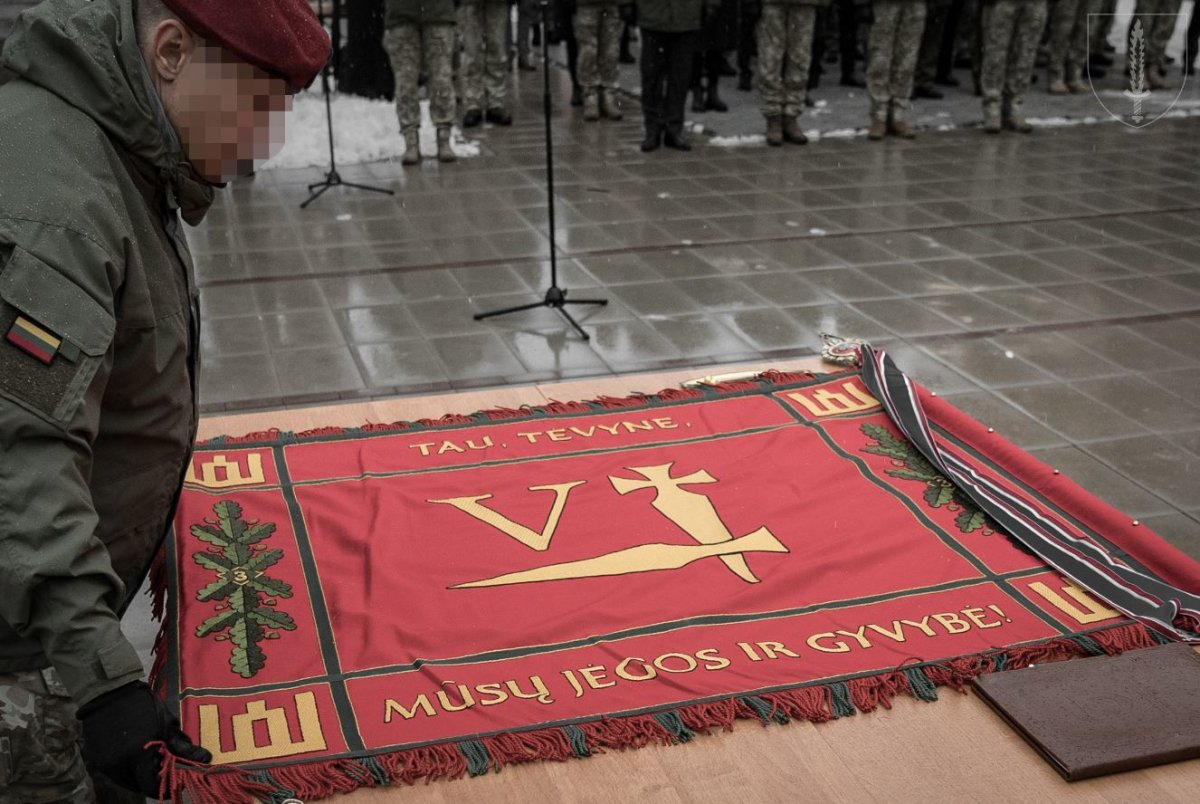
Вручение знамени егерскому батальону.

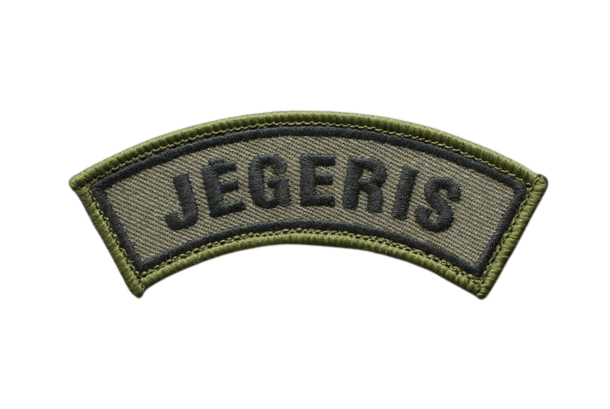
Нашивка егеря

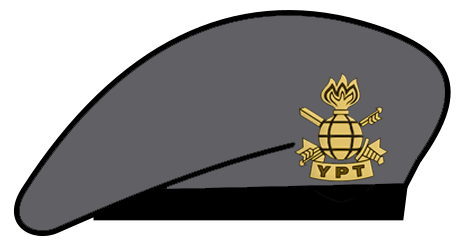
Берет YPT
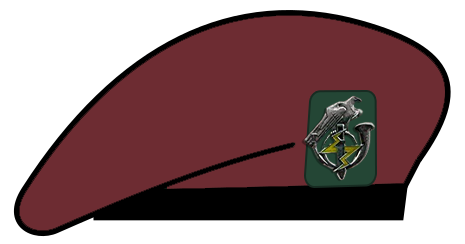
Берет батальона егерей
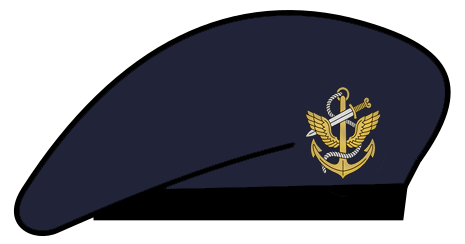
Берет KNT

### Символика

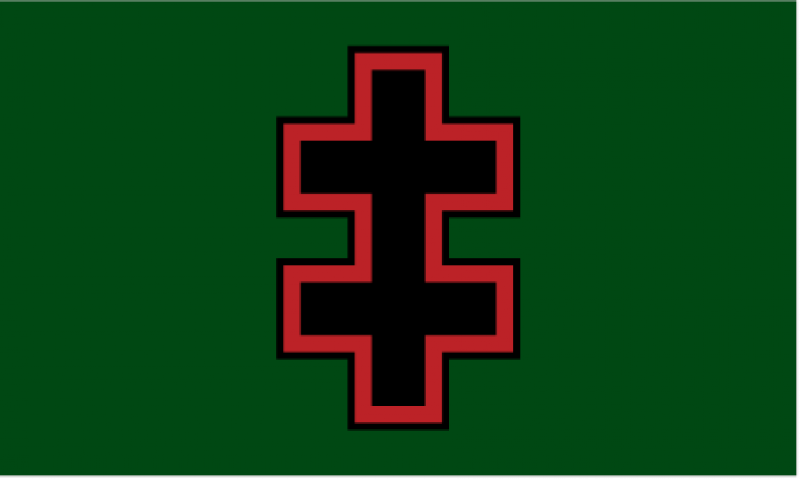
Флаг сил
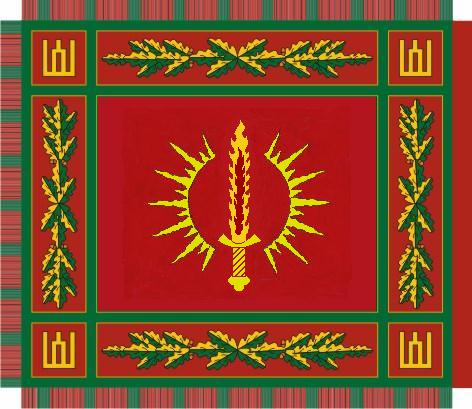
Боевое знамя
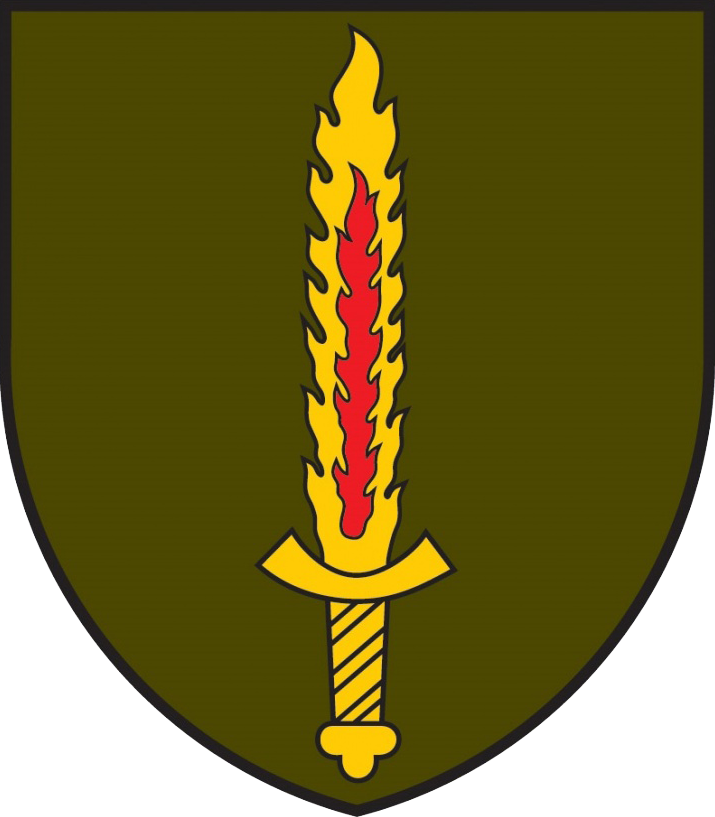
Нашивка

## История

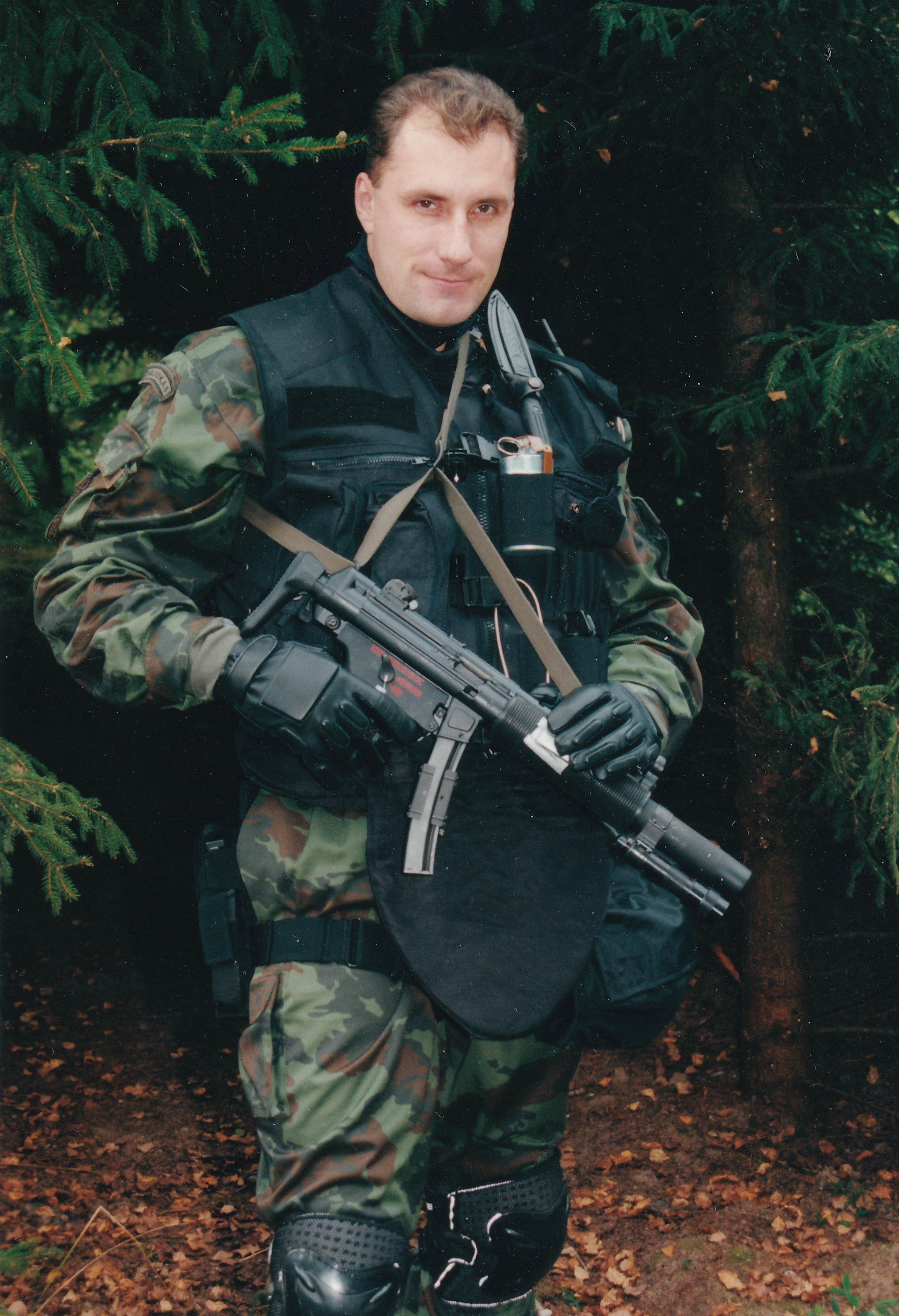
1999 г. Начальник YPT SKAT (KASP) Саулюс Гузявичюс на территории базы.

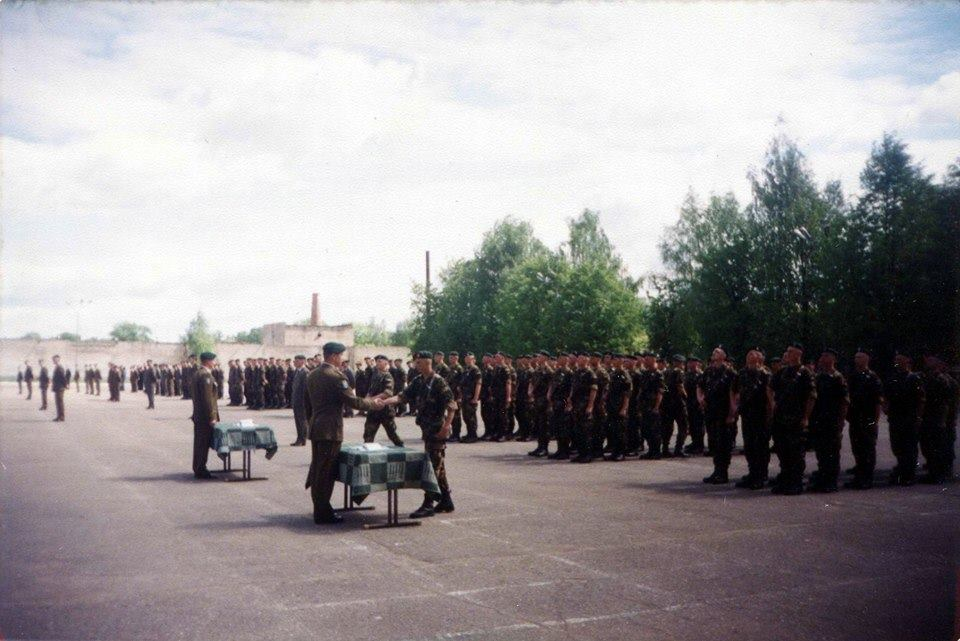
Присяга егерей (взвод Браво) в 2001 году.

Вскоре после восстановления Литвой независимости от Советского Союза 11 марта 1990 года возникла необходимость формирования вооруженных формирований.
Одним из первых таких подразделений был Отдел безопасности Верховного совета (Aukščiausiosios Tarybos Apsaugos Skyrius). Одной из основных задач этого подразделения была охрана парламента Литвы. Обучением отдела занимался французский GIGN.
В последующие годы литовская армия претерпела различные процессы реструктуризации.
После реорганизации Каунасского мотострелкового батальона Витаутаса Великого в 1995 году был создан отдельный егерский батальон Витаутаса Великого (названный в честь Великого князя Литовского Витаутаса Великого), который стал одним из основных подразделений сил специальных операций ныне. Обучением егерского батальона с 1995 года занимался 10 парашютно-десантный полк СпН армии США.  
Изначально состояли из войсковых формирований спецназа без единого командования:
- Егерский батальон — функции армейского спецназа и десантные операции внутри СВ.
- Служба особого назначения — функции антитеррористического спецназа и охраны первых лиц в интересах нацобороны внутри ДСОК.
- Команда подводных действий ВМС — функции подводной разведки, диверсий и абордажа (переведена только часть водолазов, команда осталась)
- Звено специальных операций ВВС — воздушная поддержка операций (позднее в оперативном подчинении ССО).

Первоначально это было небольшое подразделение, ставшее впоследствии самостоятельным видом вооружённых сил.
После терактов 11 сентября 2001 года в США, было принято решение о формировании отдельных сил специального назначения публично об создании части специальных операций объявили в 2002 году.
 Объединение (позднее силы) специальных операций
- Егерский батальон
- Служба особого назначения
- Команда подводных действий (с 2007 года часть состава выделена в Службу боевых пловцов, сама команда оставлена в ВМС, в 2022 году стала частью морской пехоты)
- Звено специальных операций (в оперативном подчинении ССО).

### Операция «Несокрушимая свобода» (Война в Афганистане 2001-2021)

#### Вступление в войну

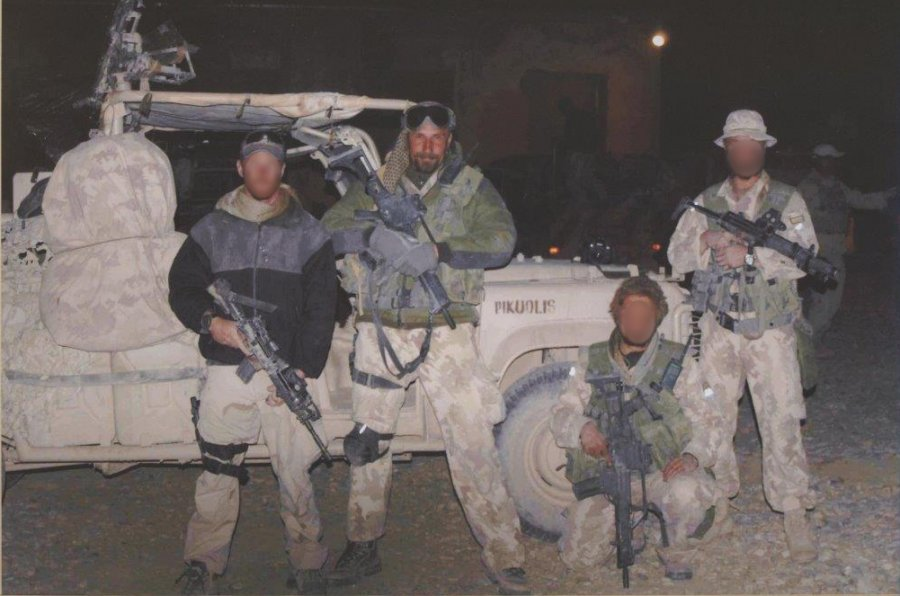
Литовский спецназ в 2003 году после выполнения задания.

Весной 2002 года, Литва получила официальное приглашение развернуть подразделения специального назначения в Афганистан для участия в Вторжении США в Афганистан.
Думаю, это был тест для Литвы - будет ли политическая воля направить свои силы воевать на стороне американцев, и в то же время они хотели проверить, будут ли наши специальные единицы действительно хороши. Несколько раз приезжали посмотреть на наши тренировки представители США. Они кивнули и уехали в Вашингтон. Вскоре мы получили приглашение приехать во Флориду, в штаб операции в Афганистане в Тампе. Командующий войском литовским Йонас Кронкайтис и тогдашний командующий Сухопутными войсками Валдас Туткус направили командира бригады «Железный волк» полковника Виталиюса Вайкшнора, я (в то время Д. Яунишкис был заместителем командира службы особого назначения) и представитель минобороны, лейтенант-полковник Д. Петрайтис. Там мы получили приглашение для наших специальных сил для участия в операции «Несокрушимая свобода». Коллеги, которые ехали со мной вместе, задавались вопросом, правильно ли они поняли? Нас приглашают в Афганистан? Им было трудно поверить в это. По возвращении министр даже послал генерала В. Туткаса в Тампу узнать, как тут дела, приглашают в Афганистан или нет. Вернувшись в Литву, В. Туткус сказал, что чувствовал себя неловко, потому что американцы были удивлены - "что непонятно, генерал? Да, это приглашение для вашего спецназа к участию в операции в Афганистане"»Д.Яунишкис (бывший командир сил специальных операций Литвы), Интервью для DELFI

#### Эскадрон «Ерелис»

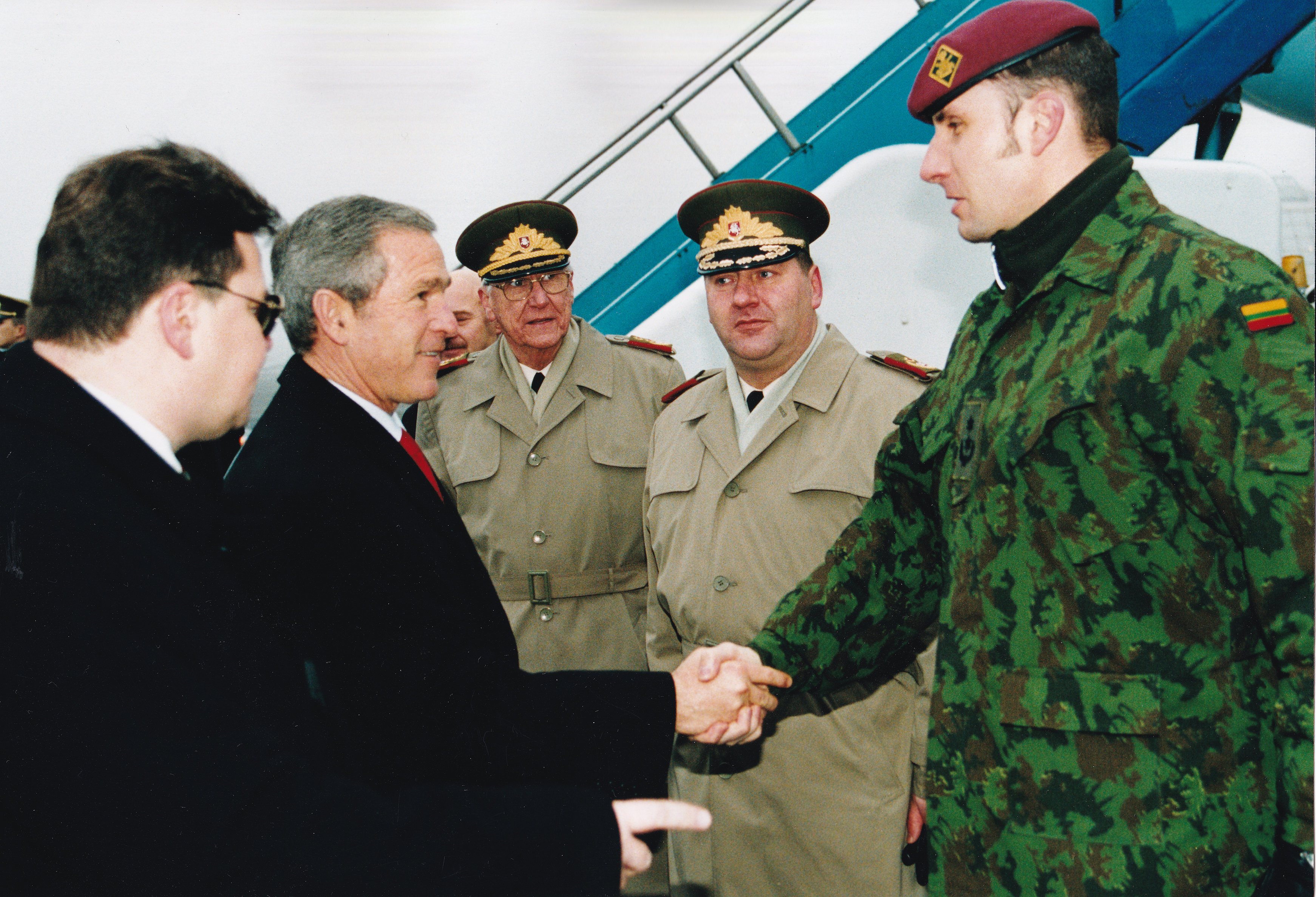
Пожимая руку полковнику Гузявичюсу. Президент США Дж.. Буш младший сказал полковнику: «Я рад, что вы на нашей стороне».

Первый литовский эскадрон сформированный из егерей и бойцов службы особого назначения (СОН) в Афганистане назывался «Ерелис» был развёрнут в Баграме и приписан к 82-й воздушно-десантной дивизии США. Военнослужащие эскадрона были вооружены АК польского производства калибра НАТО, неприспособленными внедорожниками и были снаряжены униформой неподходящей для боевых действий.
После проведения ротации, оценив результаты литовцев было решено переподчинить литовский эскадрон под Командование специальных операций США в Афганистане. 

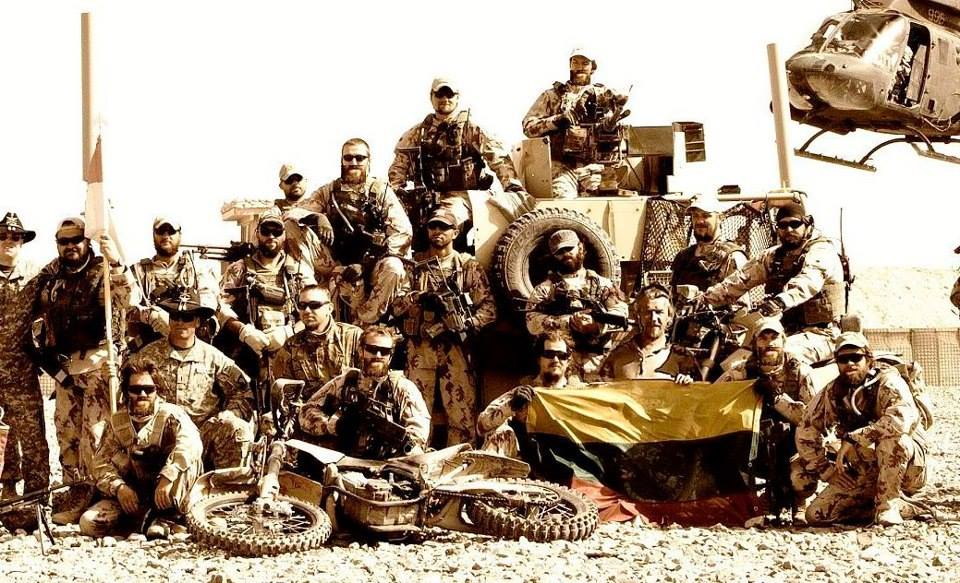
Эскадрон «Айтварас»

#### Эскадрон «Айтварас»

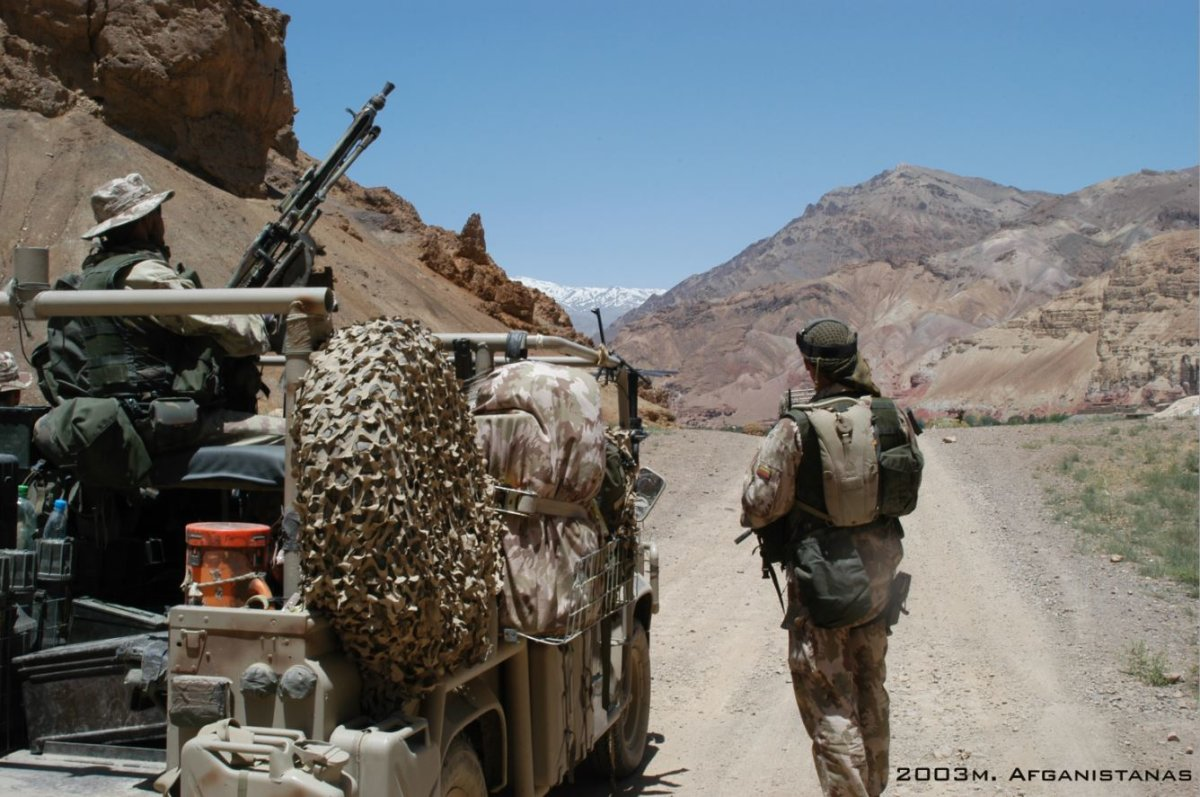
Патруль егерей в Афганистане 2003 г.

В балтийской мифологии, Айтварас (лит. Aitvaras) — летучий огненный дух, хранитель неба, воды, облаков, имеющий связь с землёй и её богатствами. Люди верили, что Айтварас имеет связь со всеми четырьмя стихиями: огнём, водой, небом и землёй, помогает добрым людям, а злых — наказывает, обратившись вихрем или огненным ужом. Второй эксадрон уже имевший название «Айтварас» (в будущем ставшим прозвищем специальных формирований вооружённых сил Литвы) получил вооружение западного образца, был модифицирован транспорт эскадрона (были установлены крупнокалиберные пулемёты). Базировался эскадрон на одной территории с «Морскими котиками» ВМС США на авиабазе Баграм.
Эскадрон проводил самостоятельные и общие операции с различными подразделениями специального назначения США и союзников по захвату, ликвидации талибов высокого ранга и операции по освобождению заложников.
Наиболее освещённая операция эскадрона — захват полковника армии Пакистана в качестве доказательства нарушения границ Афганистана.
Известно об общей операции «Грюнвальдская битва II» совместно с польским спецназом по подавлению повстанцев талибан обстреливавших коалиционные колонны с высоты.
Последней операцией стала эвакуация лиц сотрудничавших с вооружёнными силами Литвы в аэропорту Кабула.
Деятельность эскадрона в Афганистане прекращена вместе с выводом коалиционных сил из Афганистана в 2020—2021 году.

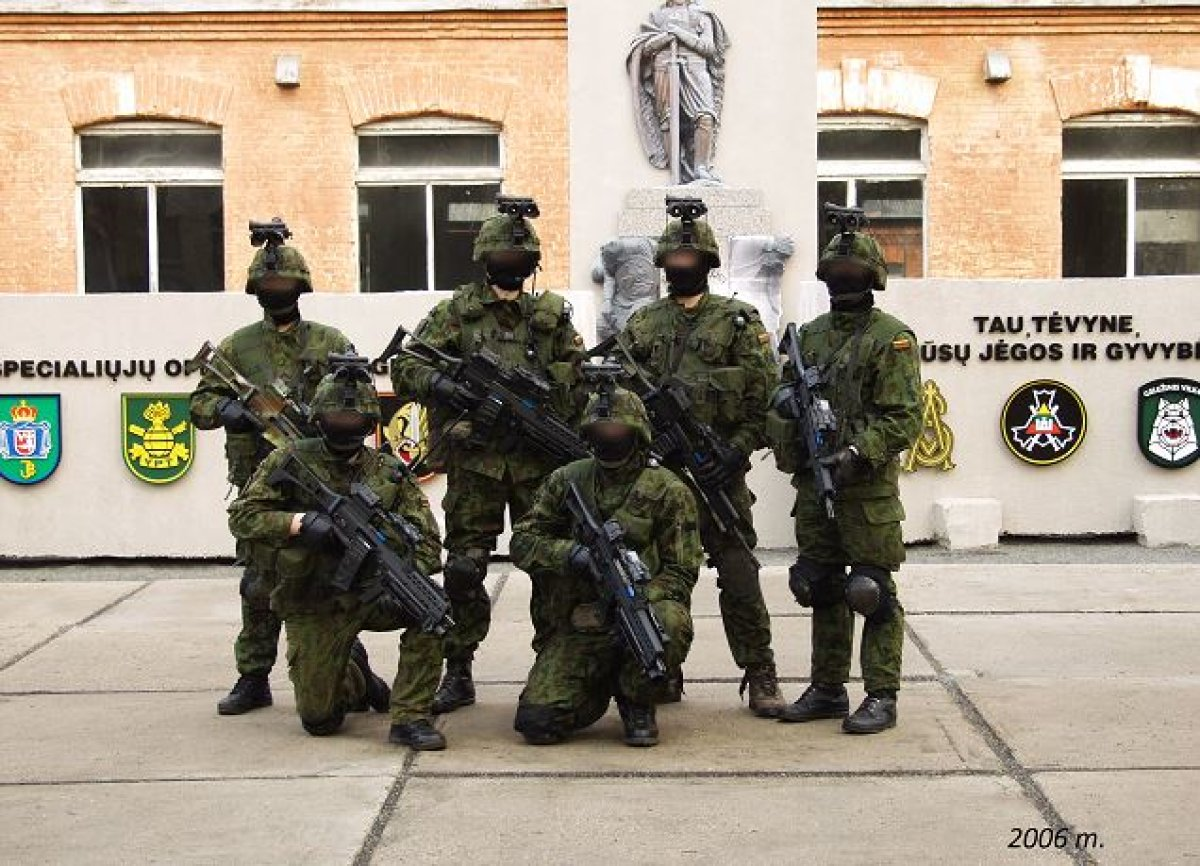
Егеря в 2006 году.

#### Саботаж
В конце 2003 года вернувшись егерям и бойцам СОН после ротации, планировалось сделать перерыв из-за малого количества личного состава, однако в начале 2004 года в Литву прибыли представители США сообщившие об надобности развёртывания нового эскадрона.
Наших людей это удивило, они стали спрашивать, что случилось, куда такая спешка? Американцы объяснили и объявили то, чего в Литве еще никто не знал:
«Скоро мы вас примем в НАТО. Но есть и противники этого, поэтому вам нужно быть в Афганистане — опираясь на ваш пример мы потребуем принятия Литвы в Альянс прямо сейчас».Д.Яунишкис (бывший командир сил специальных операций Литвы), Интервью для DELFI
После визита, было принято решение об отмене перерыва и начале подготовки под конец которой прибыла комиссия из США. По собственной инициативе на полигон где проходило обучение прибыл начальник штаба батальона егерей майор Валериюс Шерелис попросивший встретится с 18 егерями. Спустя неделю после встречи 14 егерей отказались убыть в Афганистан, 4 из них поехали.
Это был большой позор, потому что это произошло уже после того, как пришли американцы. Выход эскадры в Афганистан был поставлен под угрозу. Четырнадцать егерей отказались ехать, все написали одинаковые рапорты с одинаковыми орфографическими ошибками. Было видно, что все писали с одного и того же примера. Выяснилось, что одним из инициаторов диверсии был В. Шерелис, которого консультировал полковник из Генеральной инспекции. Командира эскадрона пришлось сменить. Один из наших генералов тогда сказал: «Никто меня не убедит, что это не была попытка торпедировать оборонную политику Литвы».Д.Яунишкис (бывший командир сил специальных операций Литвы), Интервью для DELFI
Сообщалось также об саботаже со стороны представителя Литвы в штабе НАТО в Брюсселе докладывавшего в Литву лживые данные об операциях эскадрона. Узнав об этом США прислали военных представителей предоставивших отчёт об деятельности эскадрона и его спецоперациях сейму, администрации президента и министерству охраны края.
По итогам ситуации были приняты новые редакции законодательства запретившие военнослужащим профессиональной службы отказываться от участия в операциях заграницей.

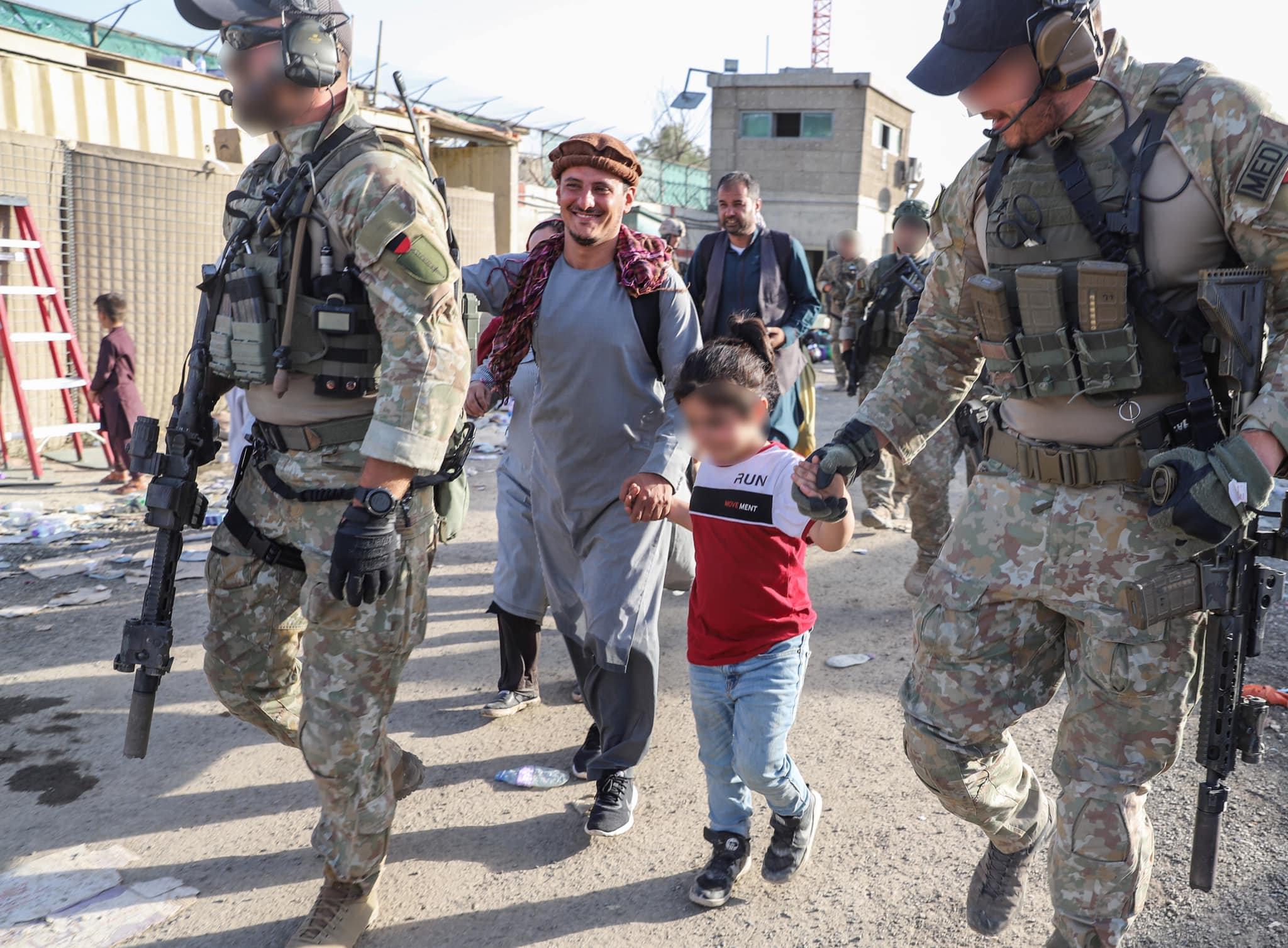
Оперативники ССО эвакуируют переводчика сотрудничавшего с литовскими войсками и его семью.

#### Одиннадцать (Падение Кабула)
Август 2021 года. на фоне вывода контингента НАТО из Афганистана и контрнаступления Талибана, в связи с поставленной литовским командованием задачей по эвакуации местных специалистов сотрудничавших с литовскими военными и спецслужбами было принято решение о формировании сводной группы специального назначения задачей которой будет вывоз афганских специалистов и их семей из Афганистана.
Всего в состав группы вошло 11 человек (позднее тогдашним Министром охраны края Литвы Арвидасом Анушаускасом названная как лит. Kabulo vienuoliktukas, что в переводе дословно означает Одиннадцать Кабула - наименование группы прижилось в литовской прессе), все они напрямую подчинялись Штабу обороны Войска Литовского (аналогу генерального штаба). В первую очередь было налажено сотрудничество с литовской военной разведкой, разработаны системы знаков позволявших быстро распознать нужных беженцев, установлены время и места встреч. Эвакуация беженцев стала последней боевой операцией литовских ССО в Афганистане.

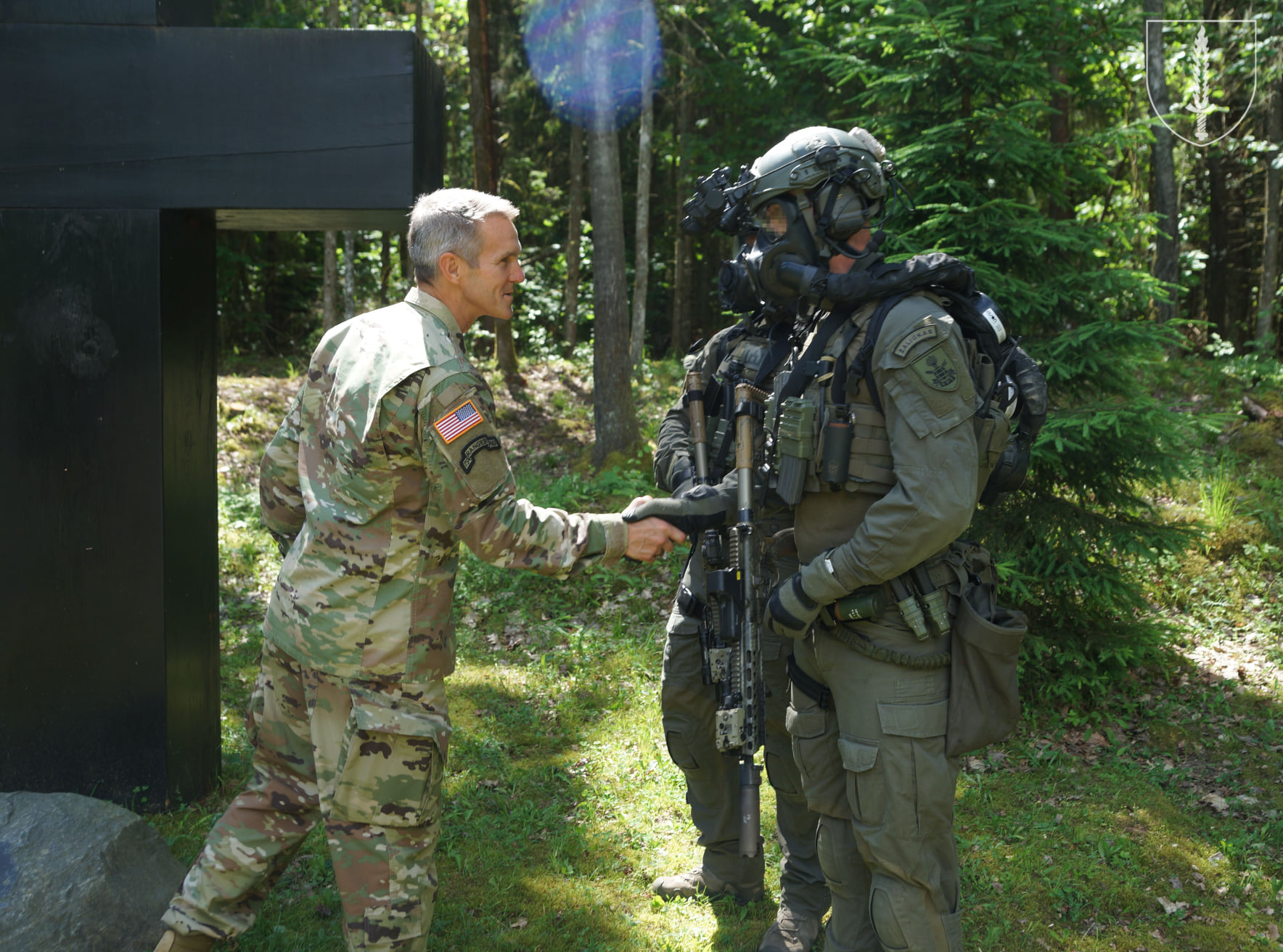
Представители службы особого назначения и командующий Командованием специальных операций США генерал Томас Реймонд.

#### Оценка и итоги
За всю активную деятельность литовских ССО в Афганистане погибших среди оперативников нет, известны случаи ранений. В целом литовские эскадроны представляли из себя сверхмобильные группы на ленд-роверах и пит-байках (получив прозвище «Ангелы Ада» Афганистана (англ. Hells Angels) ставившие выше скорость чем защищённость своего состава, обходившие засады и СВУ использую бездорожье и модифицируя свой транспорт позднее получившие в подчинение группу лёгких ударных вертолётов KIOWA армейской авиации США. Несмотря на изначально плохое обеспечение получали поддержку со стороны разных союзников поддерживая с ними дружеские отношения, имели место и конфликты с военной полицией США а также случайный дружественный огонь со стороны союзников.
Командующий американских сил специального назначения Генерал Раймонд Томас в интервью оценил работу литовского спецназа следующими словами:
Однажды, я уже имел удовольствие несколько раз работать с литовскими специальными силами в Афганистане будучи командующим ССО НАТО, просто потрясающая организация. Мы очень горды развитием литовских ССО - организация, созданная менее десяти лет назад, как известно, является одним из наших самых способных партнеров в боевой зоне.Генерал Раймонд Томас - командующий Командованием специальных операций США., Интервью для LRT 31 мая 2017 года.

## Структура

#### Управление сил специальных операций

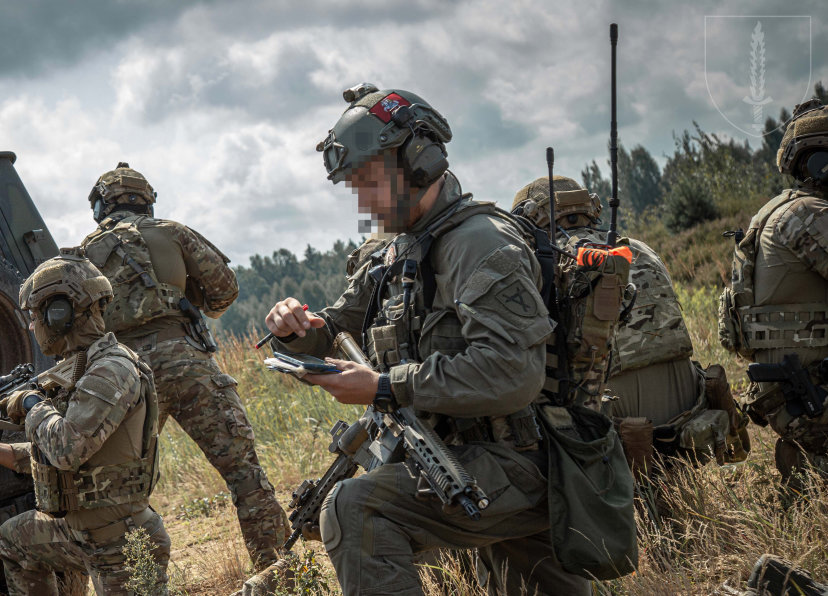
Передовой наводчик центра MKPC на учениях с американским спецназом.

Выполняет функции по координации и управлению всех элементов сил специальных операций.

#### Жалюкай

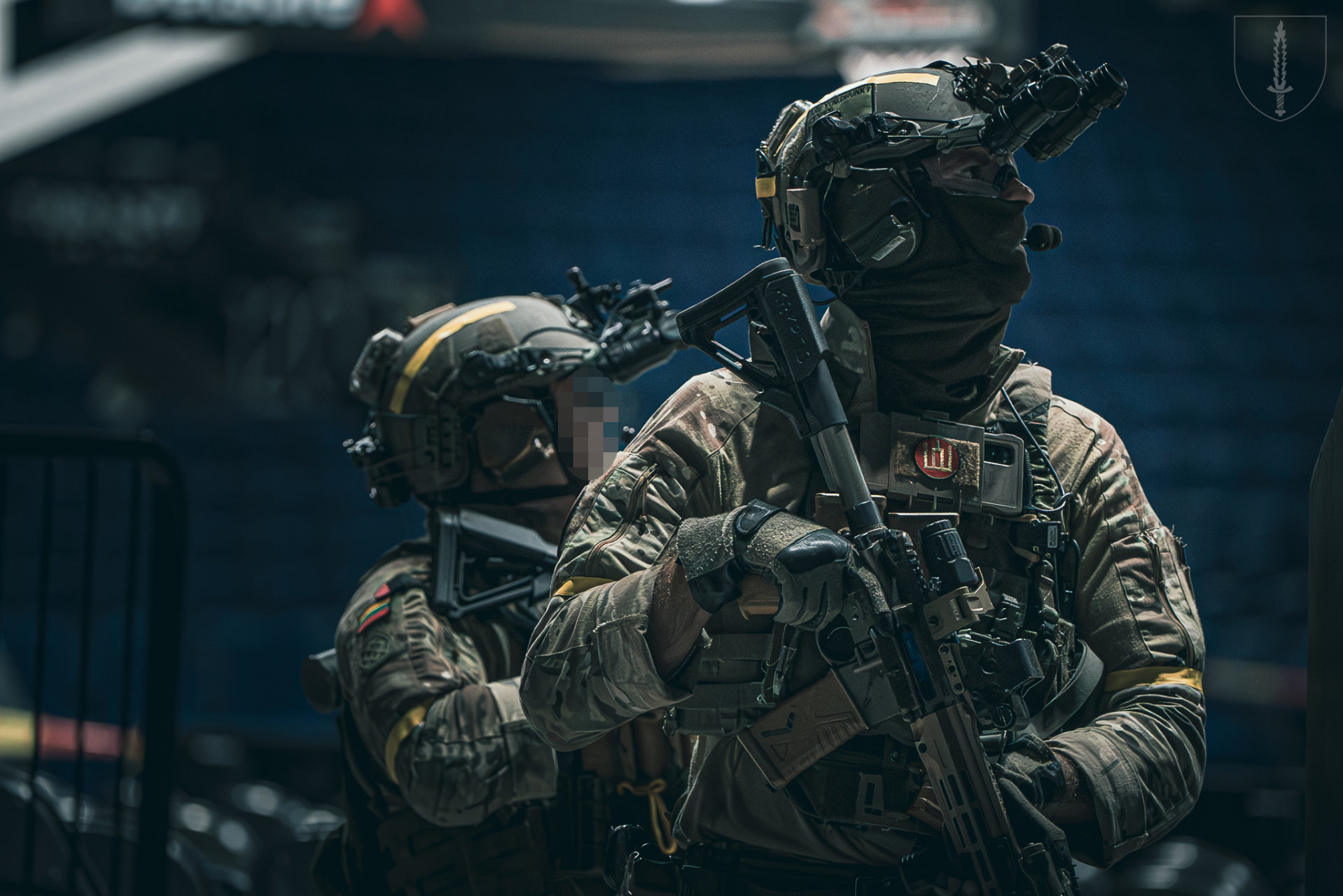
Оперативники YPT на штурме.

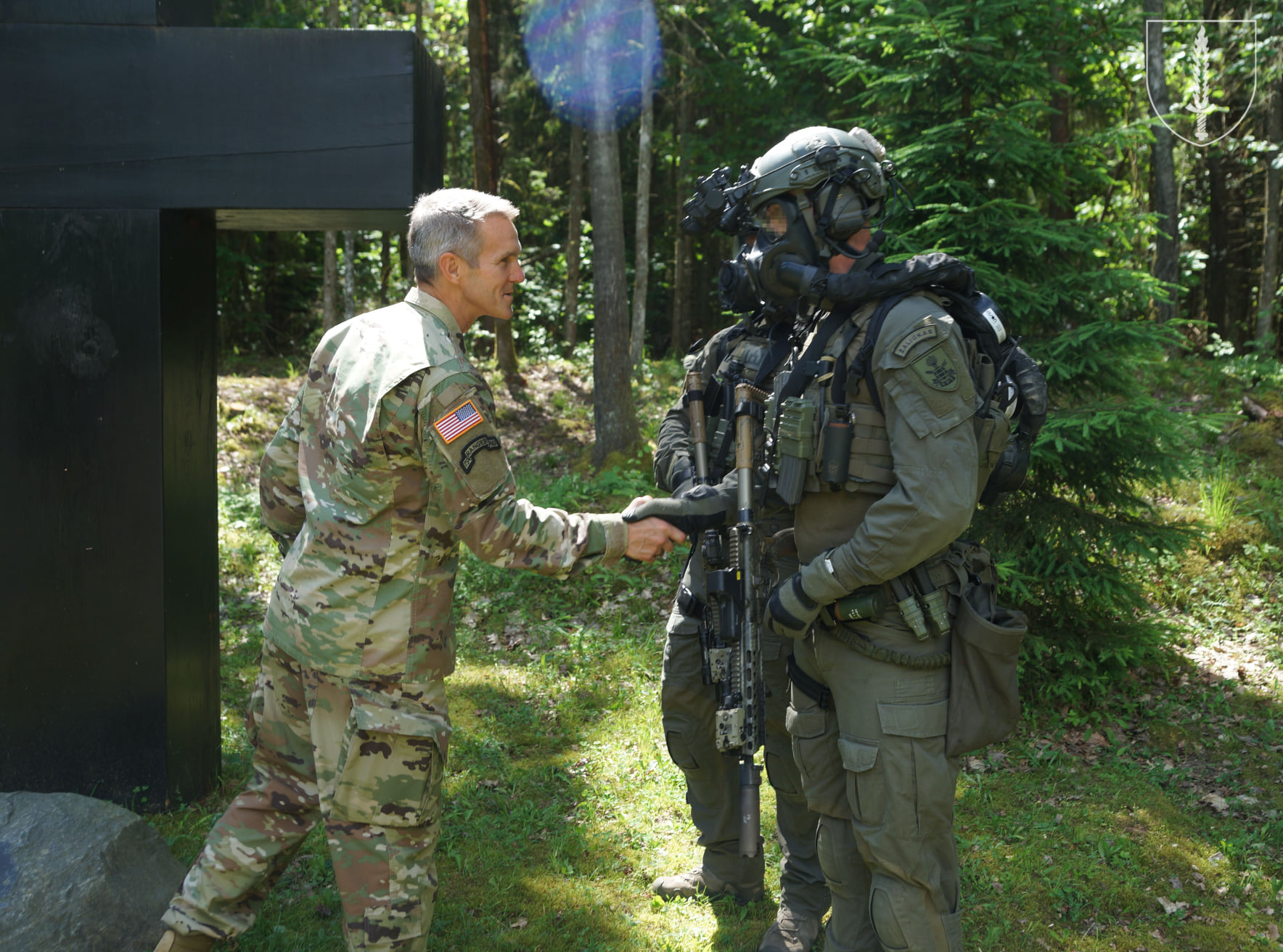
Командующий ССО ВС США генерал Раймонд Томас и жалюкай.

Служба особого назначения (YPT), — это элитное подразделение в составе сил специальных операций (ССО), основная миссия которого заключается в выполнении высокорисковых задач, таких как контртеррористические операции, освобождение заложников и специальные действия в разнообразных условиях — на суше, воде и в воздухе.
YPT была изначально сформирована как специализированная служба внутри добровольческих сил, и в её состав отбирались только самые опытные и отличившиеся военнослужащие из егерских подразделений.
Подразделение ориентировано на проведение контртеррористических операций и действий в самых экстремальных условиях, включая города, горные районы и водные объекты. Служба особого назначения обладает высокой мобильностью и способностью быстро реагировать на кризисные ситуации.
Основные задачи Жалюкай:
- Контртеррористические операции: YPT — ключевое подразделение для противодействия террористическим угрозам, включая предотвращение терактов, нейтрализацию боевиков и уничтожение террористических группировок.
- Освобождение заложников: Жалюкай специализируется на операциях по освобождению заложников как в урбанизированной среде, так и в удалённых, труднодоступных регионах. Это требует тщательной подготовки, координации и высокого уровня профессионализма.
- Специальные операции: Подразделение выполняет разнообразные миссии, включая скрытные проникновения на объекты, диверсии и уничтожение ключевых целей. Благодаря уникальной подготовке, бойцы YPT способны действовать в условиях воды, на суше и в воздухе.

Служба вооружена лёгкой и высокопроходимой техникой, которая позволяет бойцам быстро перемещаться и действовать в сложных условиях. В арсенале подразделения — багги и питбайки, что обеспечивает высокую скорость передвижения и маневренность как в пустынных, так и в лесистых или горных районах.
Благодаря такому оснащению, бойцы YPT могут оперативно добираться до места проведения операции, проникать в труднодоступные зоны и быстро эвакуироваться после выполнения задания.
Эквивалентом Жалюкай в армии США является подразделение Дельта. Оба подразделения выполняют схожие задачи: контртерроризм, спасение заложников и ведение специальных операций в самых сложных условиях. Специфика их подготовки и задач делает их одной из самых элитных частей, специализирующихся на ведении операций в самых экстремальных ситуациях.

#### Егеря

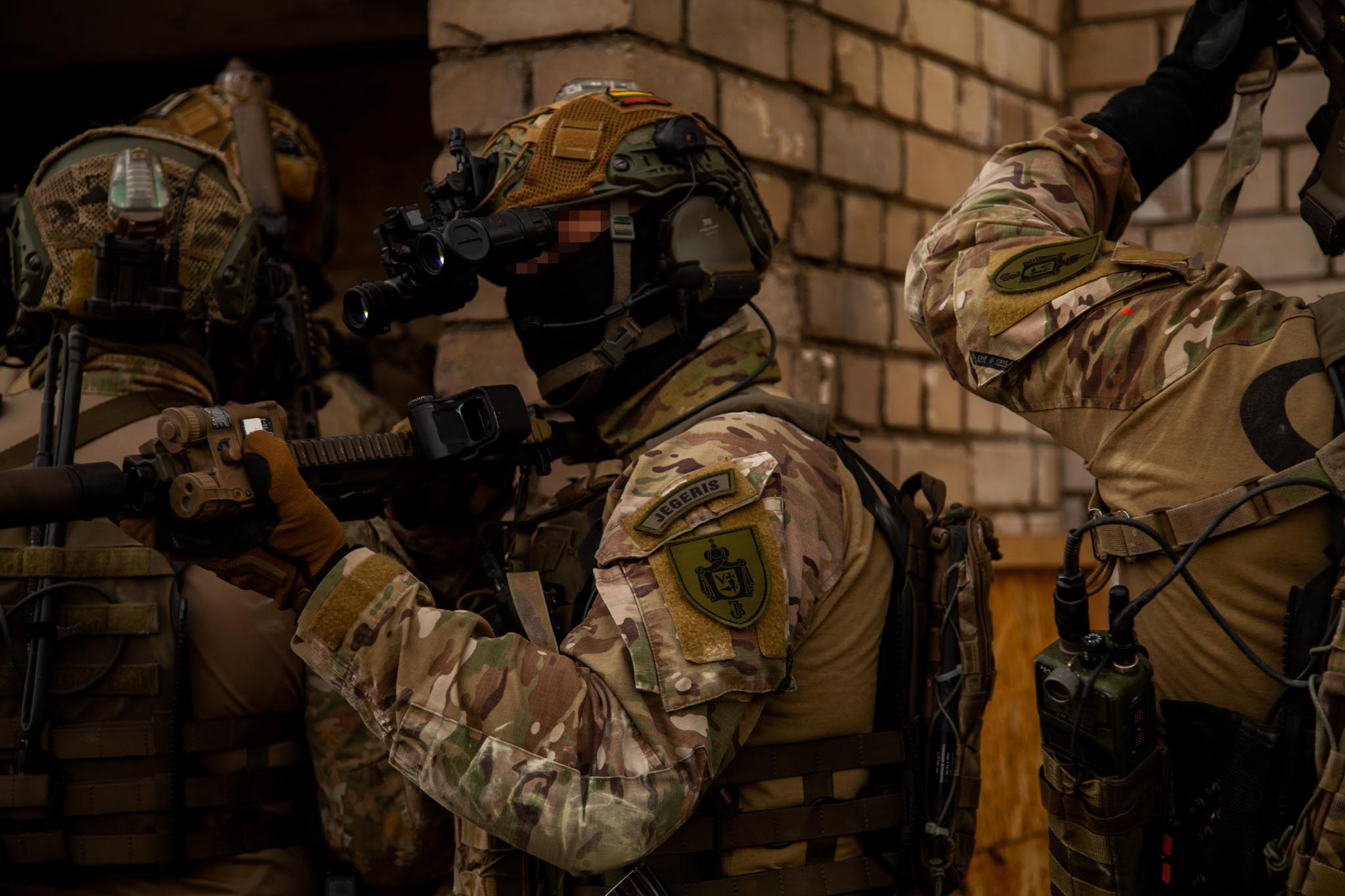
Егеря учениях.

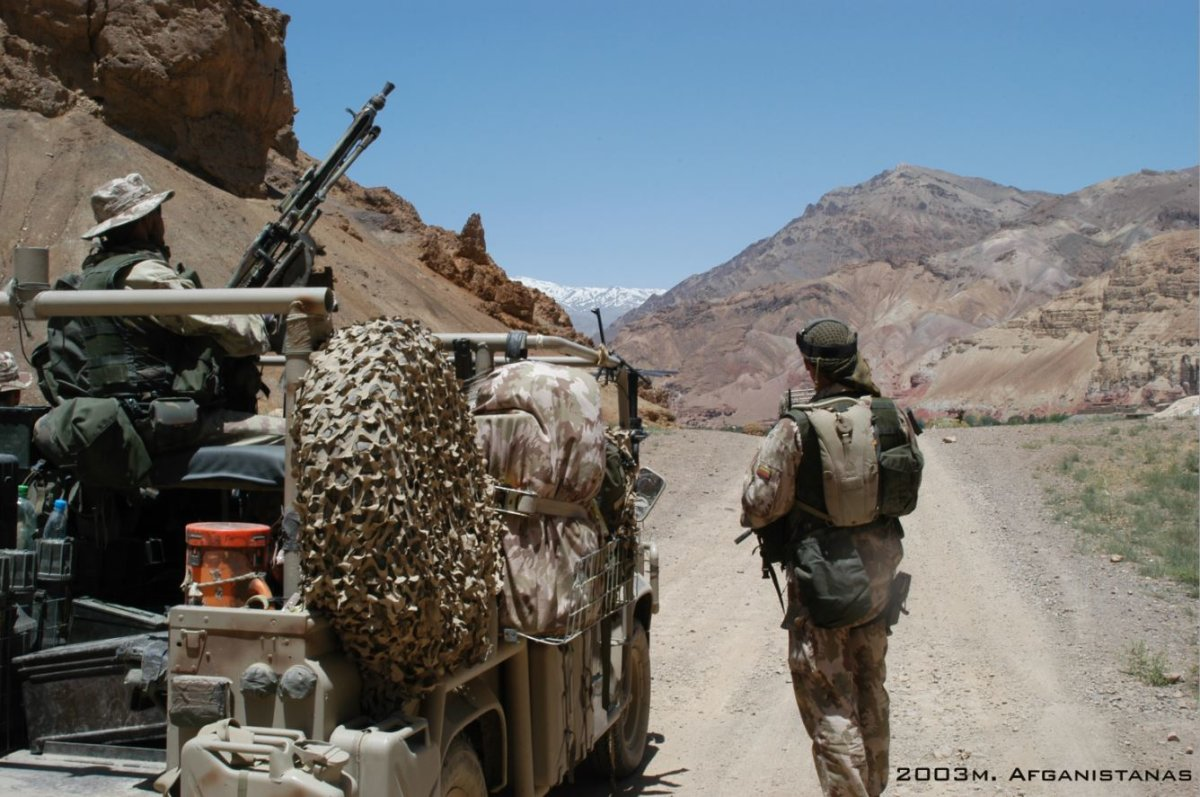
Егеря в Афганистане в 2003 году.

Егеря, как часть сил специальных операций (ССО), представляют собой высокоподготовленное аэромобильное подразделение, основная специализация которого заключается в глубинной разведке, диверсионных действиях и проведении рейдовых операций в тылу противника.
Егерский батальон Витовта Великого (VDJB) — единственное маневренное подразделение такого рода в составе ССО, что делает его важнейшим компонентом в стратегических операциях.
Основные задачи егерей:
- Специальная разведка: Егеря занимаются сбором разведывательной информации в глубоком тылу противника, используя скрытные методы передвижения и наблюдения. Разведывательные данные, полученные егерями, имеют критическое значение для планирования и проведения операций на уровне командования.
- Рейды и диверсионные операции: Подразделение может проводить неожиданные атаки на стратегические объекты противника, уничтожать инфраструктуру, технику, командные пункты и линии снабжения, нанося значительный урон и нарушая действия врага.
- Засады и блокирование местности: Способность быстро занимать и удерживать важные участки местности позволяет егерям эффективно блокировать пути отхода или снабжения противника, а также устраивать засады, нанося быстрые и точные удары по противнику.
- Огневая поддержка: Если необходимо, егеря могут обеспечивать огневую поддержку другим подразделениям ССО или войск, используя мобильные средства и современное вооружение.

Егерский батальон вооружён современными внедорожниками Land Rover Defender RSOV и бронемашинами Oshkosh JLTV, что позволяет подразделению быть высокомобильным и быстро передвигаться по любой местности. Такая мобильность позволяет егерям эффективно выполнять задачи как в сложных климатических условиях, так и в урбанизированной местности.
Все новобранцы, прошедшие обучение в центре подготовки ССО, распределяются по различным ротам егерского батальона. Им присваиваются звания сухопутных сил в зависимости от их специальности и роли в подразделении. Подготовка егерей включает интенсивные курсы по выживанию, десантированию, боевым искусствам, стрельбе и разведывательной деятельности.
Эквивалентами егерей являются рейнджеры и зелёные береты армии США, которые также специализируются на разведывательных и диверсионных операциях в тылу противника. Как и американские спецподразделения, егеря обладают высокой мобильностью и универсальностью, что делает их ключевым элементом в выполнении сложных и опасных миссий.

#### Боевые пловцы

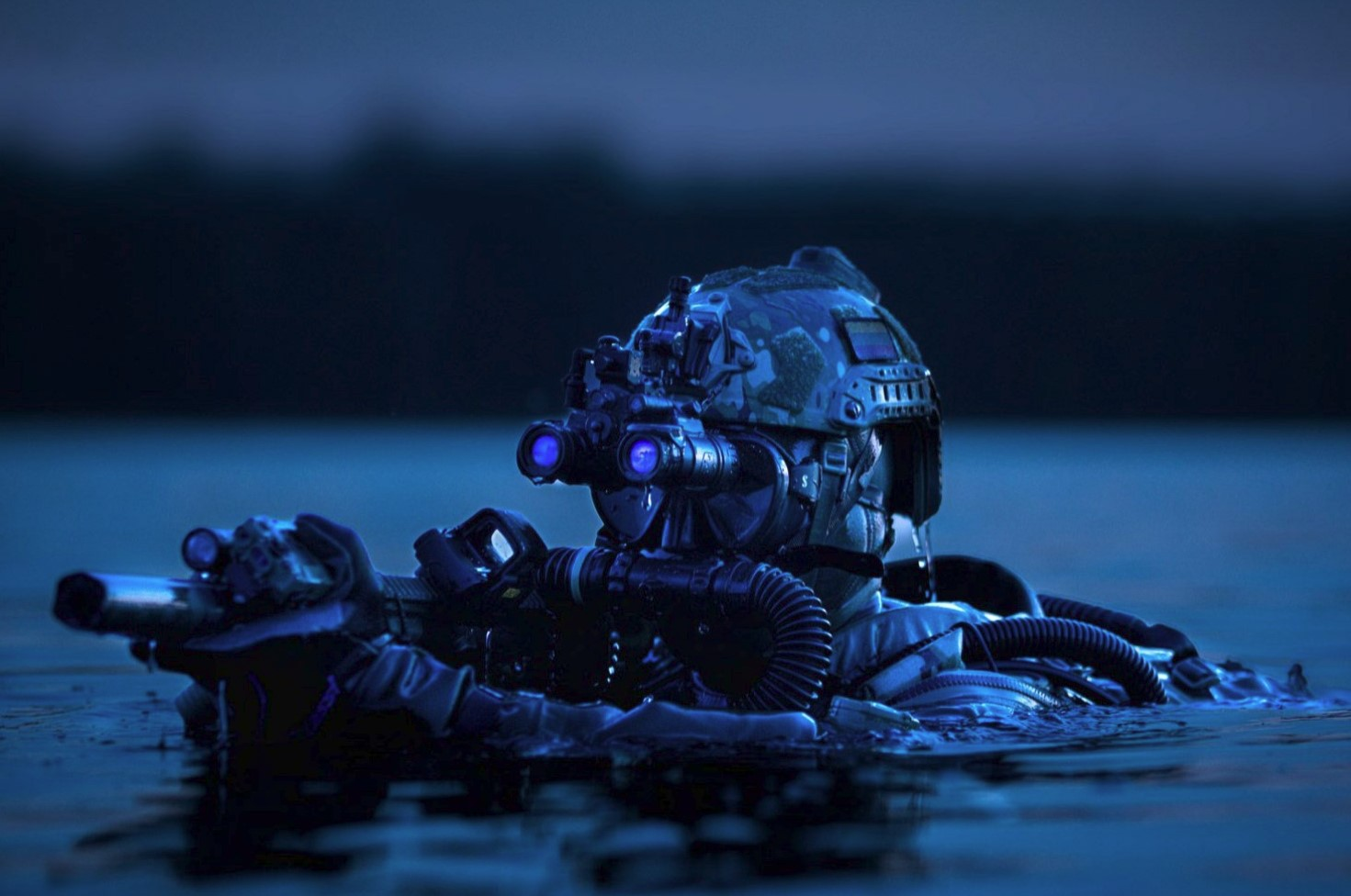
Боевые пловец

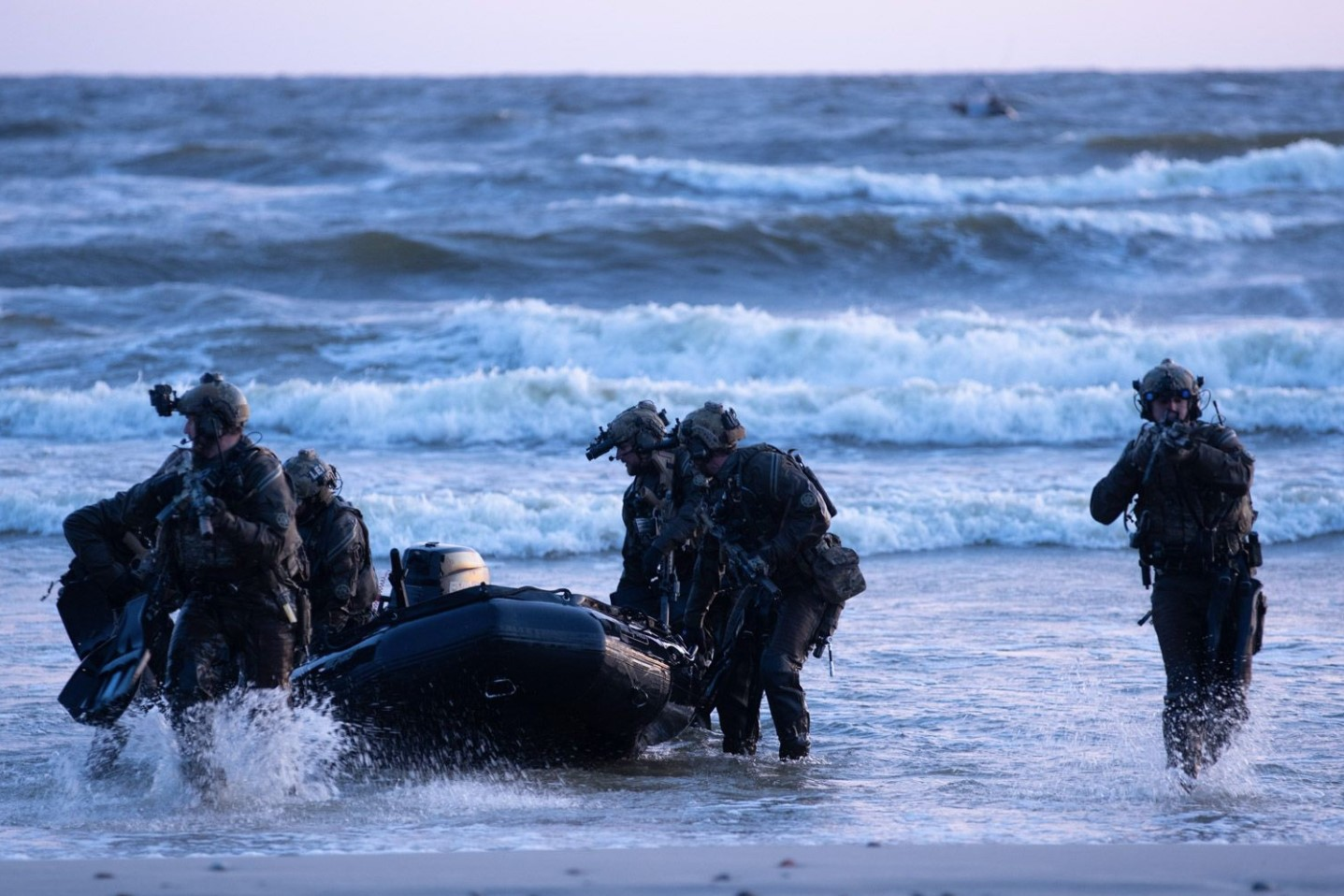
Инфильтрация через воду KNT

Служба боевых водолазов (KNT) морской компонент сил специальных операций, имеет высокоспециализированные задачи, охватывающие широкий спектр действий на море и прибрежной зоне. Основные задачи подразделения включают:
- Специальные операции на море: KNT выполняет операции, связанные с морскими действиями, включая скрытную инфильтрацию на вражеские объекты, проведение подрывных действий, а также диверсионные операции.
- Абордаж и борьба с пиратством: В рамках борьбы с пиратством и незаконной деятельностью на море, подразделение может быть задействовано для проведения операций по захвату или нейтрализации судов.
- Освобождение заложников: KNT специализируется на сложных операциях по освобождению заложников, как на суше, так и на море, используя свои уникальные навыки для выполнения задач в самых сложных условиях.
- Разведка побережья и прибрежных объектов: Важной задачей является проведение разведки побережья, подготовка плацдармов для высадки морских и сухопутных сил, а также сбор информации о враге в прибрежных районах.
- Инфильтрация и скрытые операции: Специалисты KNT обучены скрытной инфильтрации через воду с использованием подводных средств и специальных лодок, что позволяет им незаметно подходить к объектам и проводить операции в тылу врага.

Исторически, KNT возникла как добровольческий клуб водолазов, члены которого были профессиональными водолазами, а позднее трансформировалась в официальное спецподразделение Военно-морских сил. В этом подразделении военнослужащие получают военно-морские звания, начиная с младших должностей и заканчивая офицерскими званиями.
Подразделение KNT является важным элементом сил специальных операций, обеспечивающим безопасность и выполнение сложных морских задач. Эквивалентом KNT в Военно-морских силах США является подразделение SEAL, которое также занимается широким спектром подводных и морских операций.
KNT отличается строгими требованиями при отборе и тренировке личного состава, который должен обладать высокой физической и психологической выносливостью, а также глубокими знаниями в области водолазных и подводных операций.

## Галерея

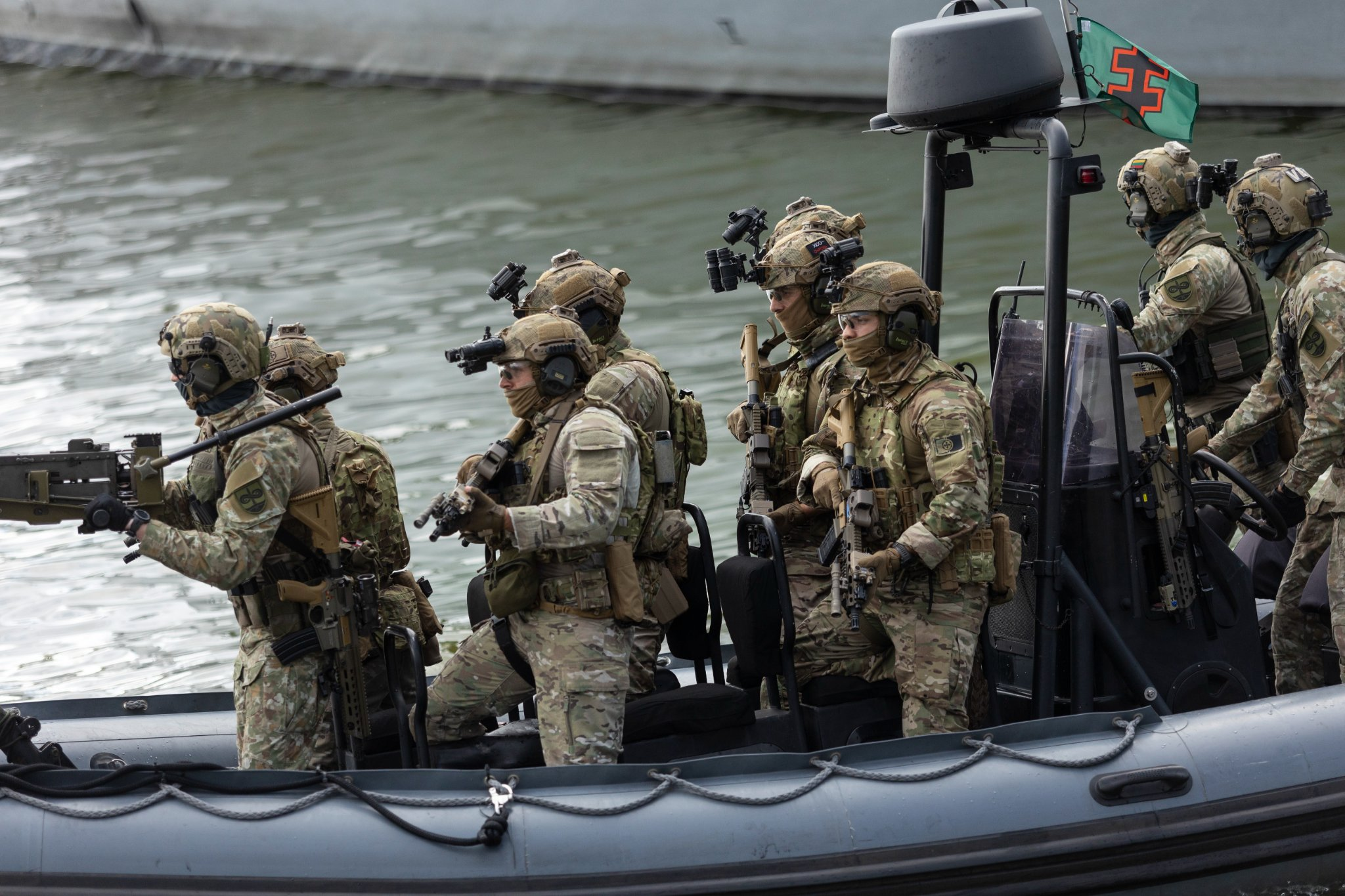
Оперативники KNT
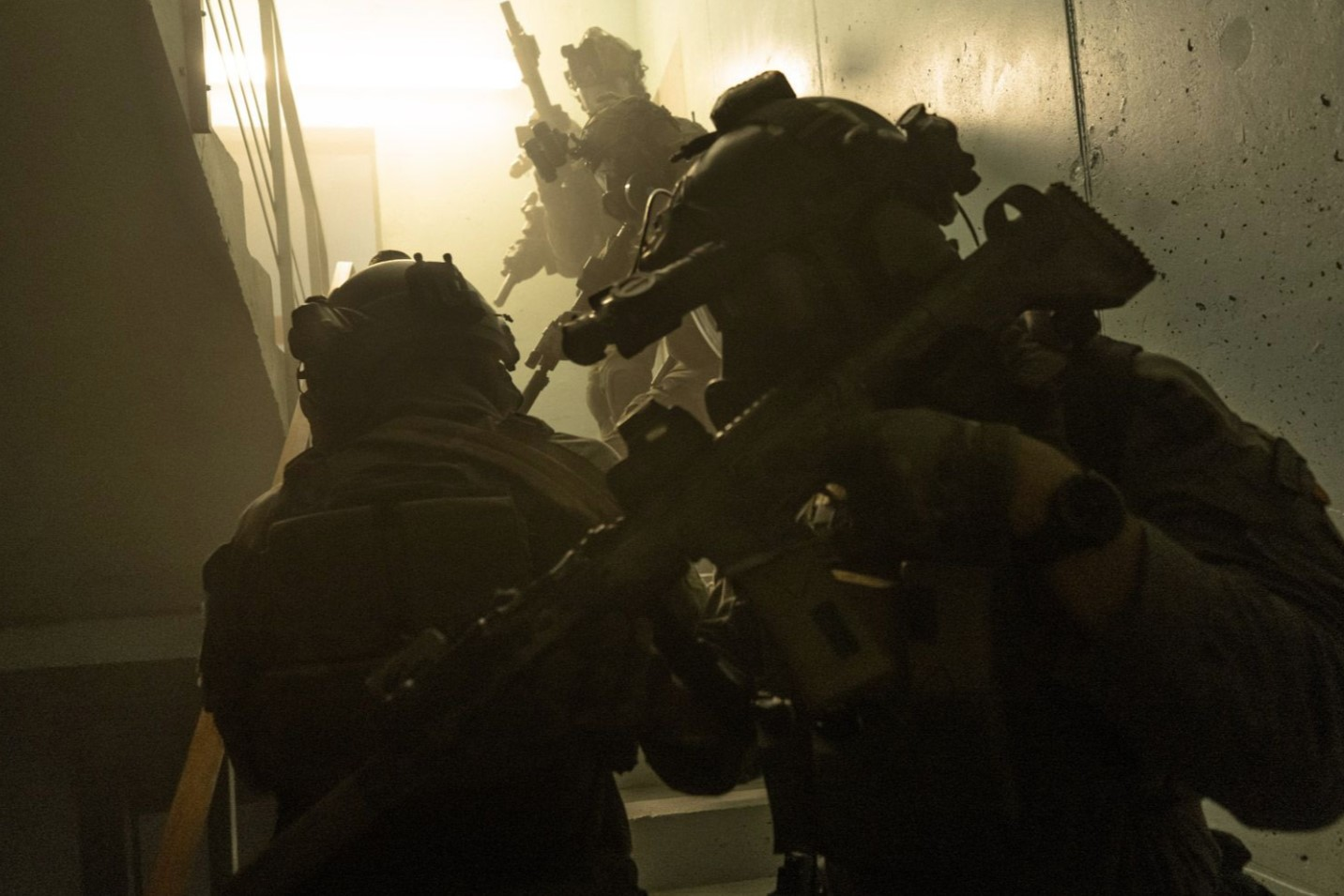
Оперативники YPT на штурме.
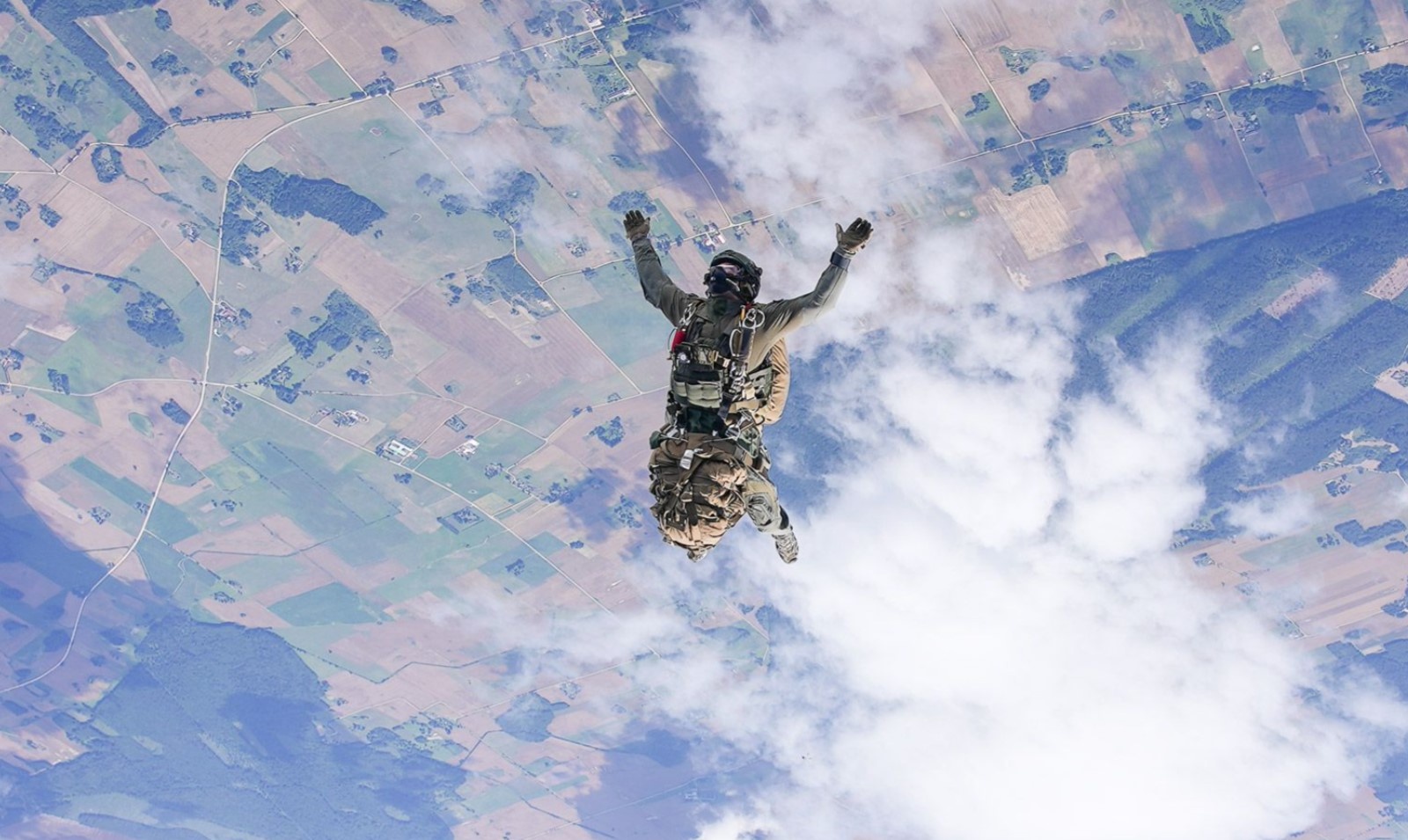
Оперативник службы выполняет прыжок с парашютом на большой высоте.

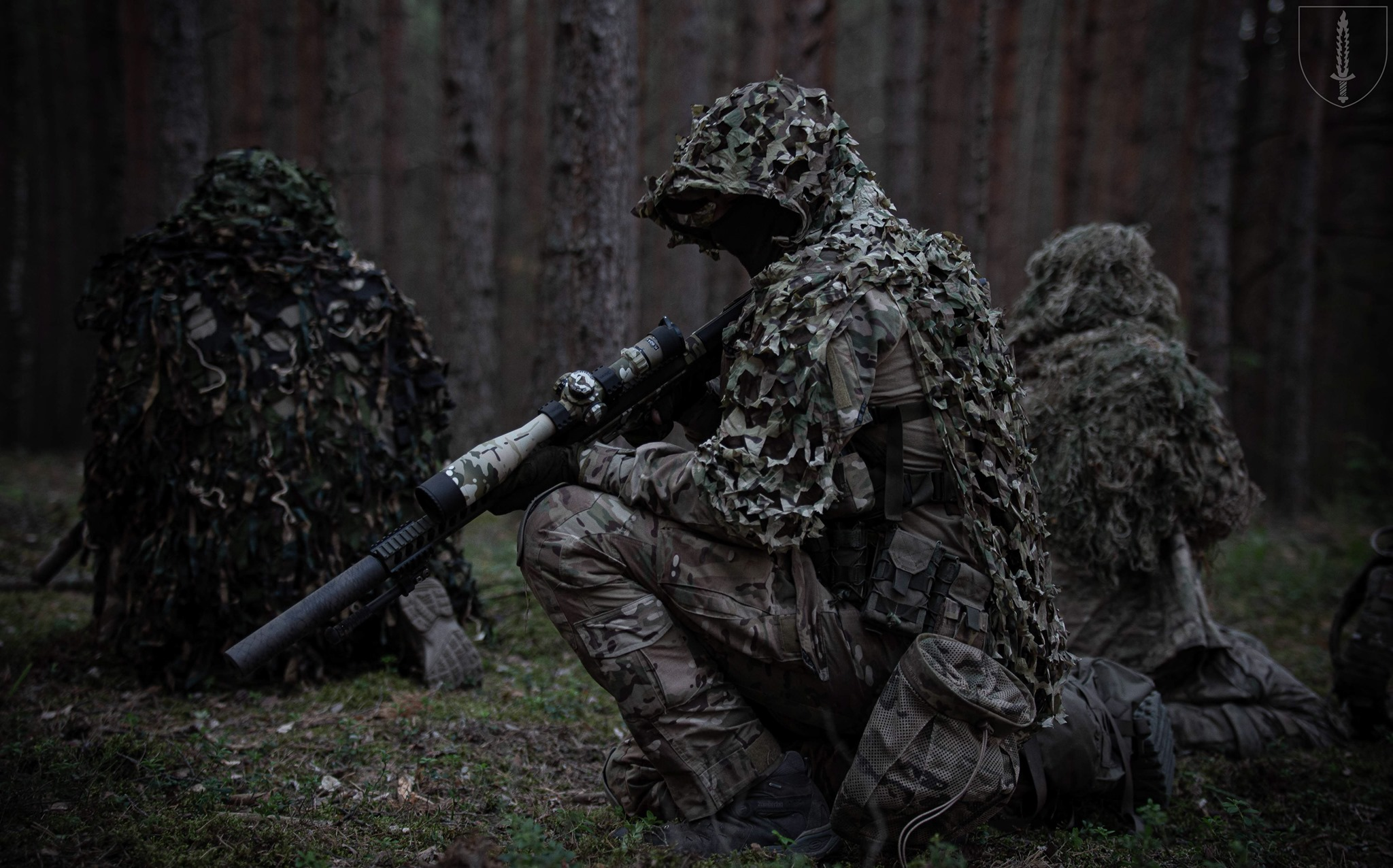
Снайперы егерского батальона
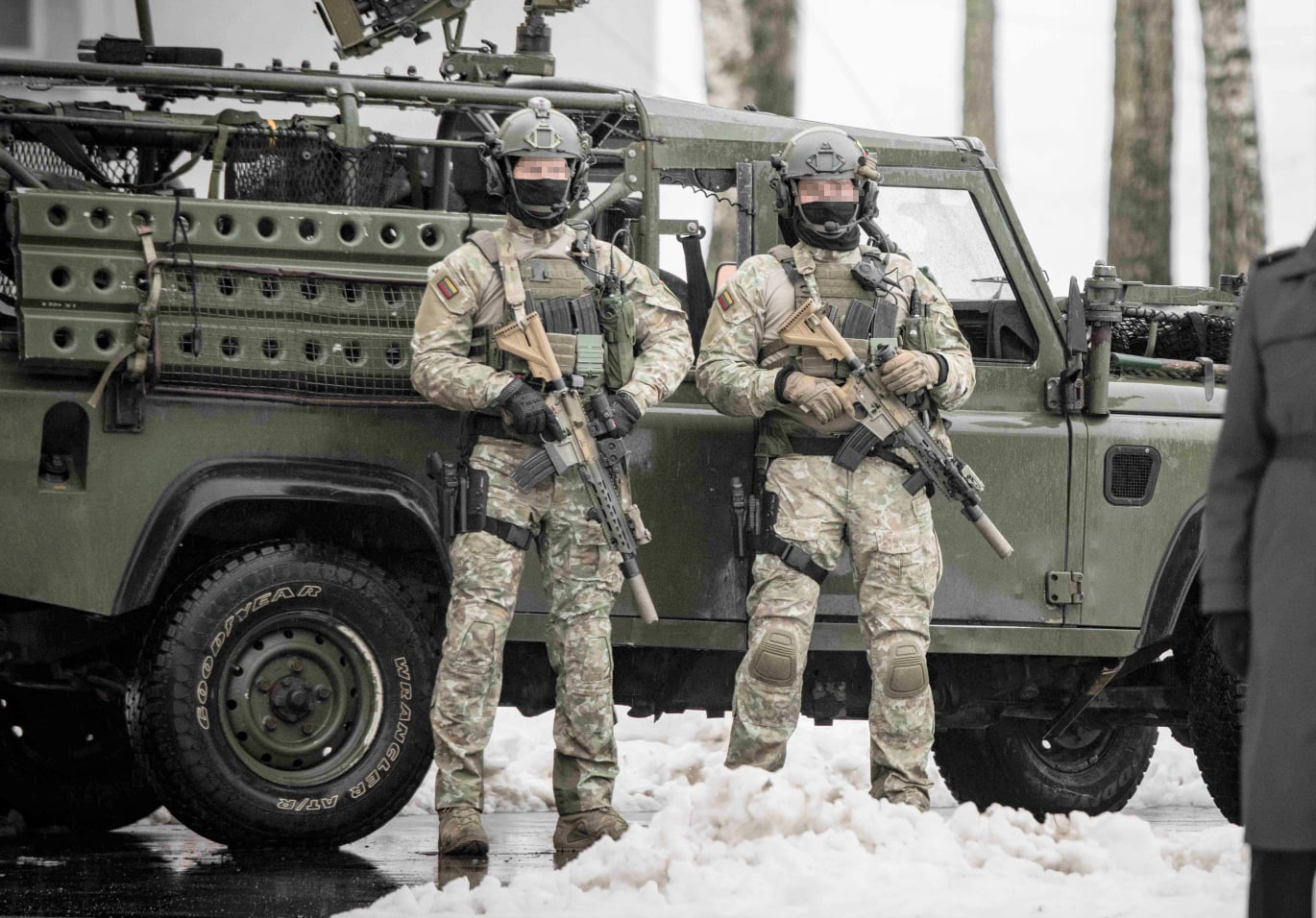
Егеря на церемонии вручения боевого знамени
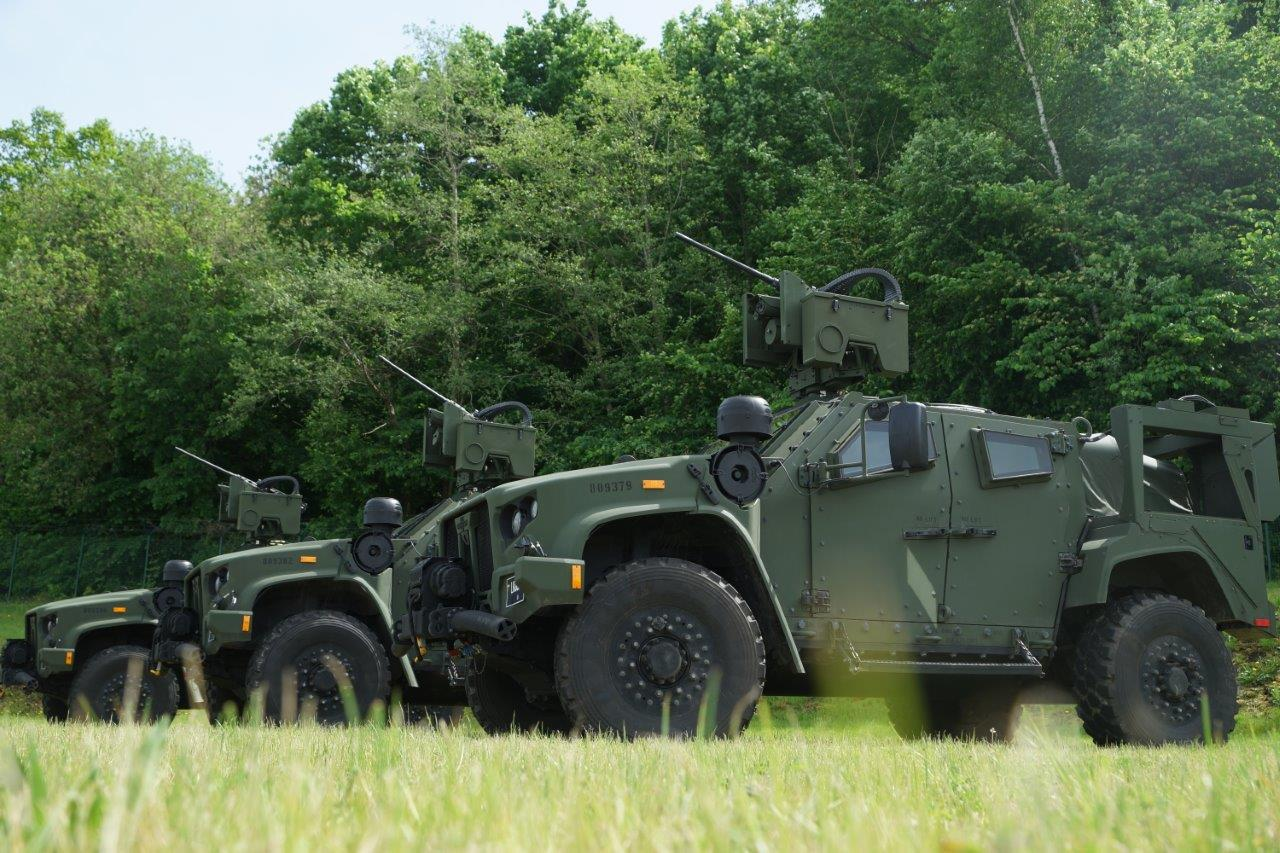
Используемые батальоном бронеавтомобили Oshkosh L-ATV (JLTV)

## В культуре

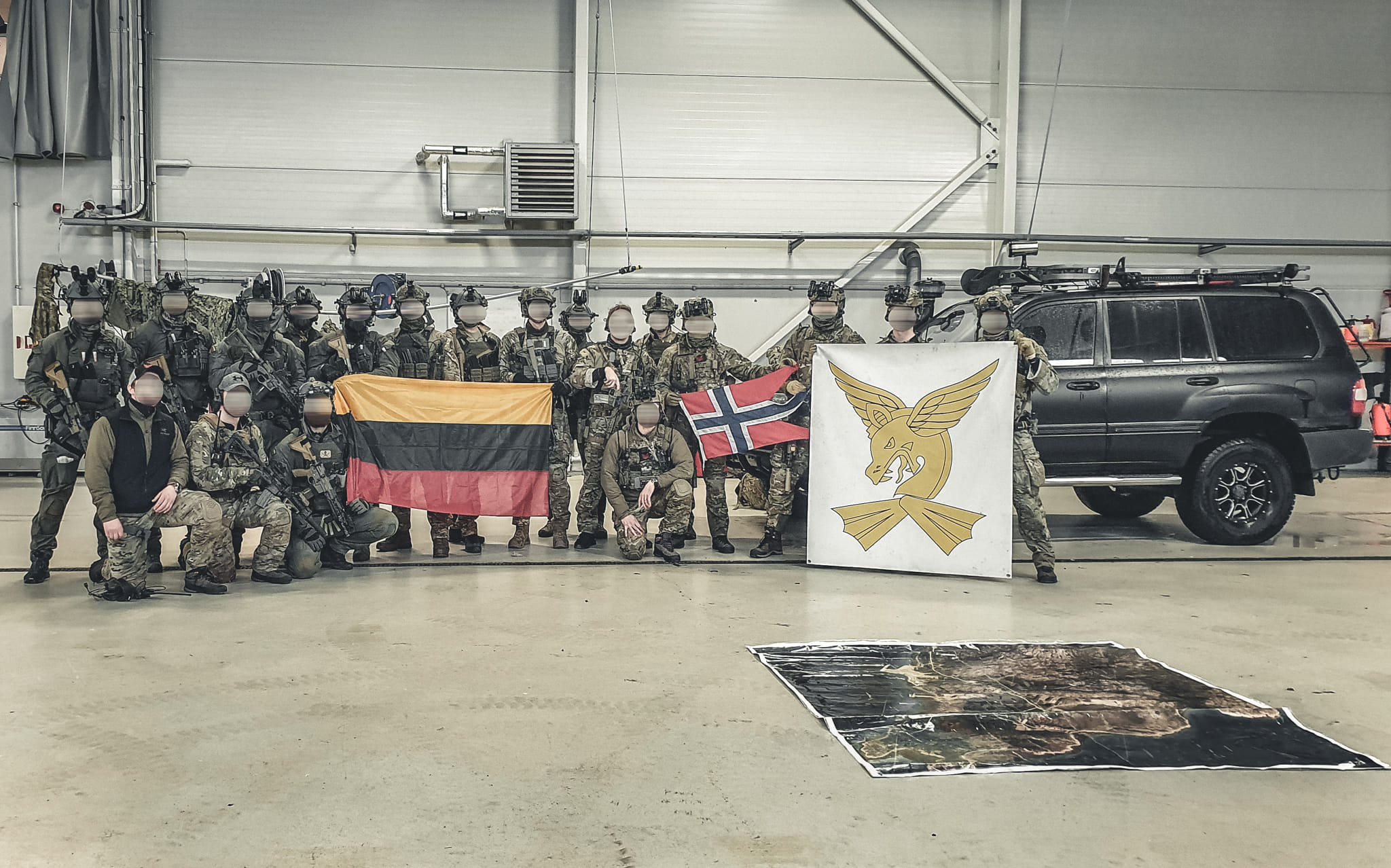
Литовские жалюкай с норвежскими морскими егерями во время совместных учений.

В Литве существует благотворительный фонд «Братья Айтвары» (Broliai Aitvarai) тесно связанный с литовскими ССО, собирающий деньги на различную благотворительность и оборонительные нужды страны и стран союзниц. Занимается мерчендайзом, сотрудничает с военной коммерцией.

### Кинематограф
- Во втором сезоне сериала «Почётная рота» посвящён работе рассекреченых литовских ССО.

### Медиа
- Репортаж пресс-службы альянса НАТО «Литовские Силы специального назначения на мотоциклах»
- Репортажи литовских СМИ.
- Статьи зарубежных и литовских СМИ.